# Кубок Молдови з футболу 1998—1999
Кубок Молдови з футболу 1998–1999 — 8-й розіграш кубкового футбольного турніру в Молдові. Титул вперше здобув Шериф.

## 1/8 фіналу
| Команда 1                | Заг. | Команда 2               | 1-й матч | 2-й матч |
| ------------------------ | ---- | ----------------------- | -------- | -------- |
| 15/19 березня 1999       |      |                         |          |          |
| Олімпія (Бєльці)         | 4:3  | Агро (Кишинів)          | 0:1      | 4:2      |
| Веніта (Липкани) (2)     | +:-  | Ністру (Атаки)          | +:-      | +:-      |
| Кіментул (Рибниця) (2)   | 1:9  | Конструктурул (Кишинів) | 1:4      | 0:5      |
| Молдова-Газ              | 5:2  | Уніспорт                | 2:1      | 3:1      |
| УЛІМ-Тебас (Кишинів) (2) | 0:3  | Тилігул                 | 0:2      | 0:1      |
| Рома (Бєльці)            | 6:2  | Універсул (Поповка) (3) | 5:0      | 1:2      |
| Маяк (Кірсова) (3)       | 0:7  | Шериф                   | 0:5      | 0:2      |
| Зімбру                   | +:-  | Локомотив (Бессарабка)  | +:-      | +:-      |

## 1/4 фіналу
| Команда 1               | Заг. | Команда 2            | 1-й матч | 2-й матч |
| ----------------------- | ---- | -------------------- | -------- | -------- |
| 7/14-15 квітня 1999     |      |                      |          |          |
| Олімпія (Бєльці)        | 3:1  | Веніта (Липкани) (2) | 2:0      | 1:1      |
| Конструктурул (Кишинів) | 2:1  | Рома (Бєльці)        | 1:1      | 1:0      |
| Молдова-Газ             | 5:2  | Тилігул              | 1:0      | 1:0      |
| Зімбру                  | 0:3  | Шериф                | 0:1      | 0:2      |

## 1/2 фіналу
| Команда 1                | Заг. | Команда 2               | 1-й матч | 2-й матч |
| ------------------------ | ---- | ----------------------- | -------- | -------- |
| 28 квітня/13 травня 1999 |      |                         |          |          |
| Олімпія (Бєльці)         | 0:9  | Конструктурул (Кишинів) | 0:4      | 0:5      |
| Молдова-Газ              | 2:3  | Шериф                   | 0:2      | 2:1 дч   |

## Фінал
| 27 травня 1999 |

| Шериф                   | 2:1 дч   | Конструктурул (Кишинів) |
| ----------------------- | -------- | ----------------------- |
| Пертія 90' Романюк 112' | Протокол | Довгий 57'              |

| Республіканський стадіон, Кишинів Глядачів: 7 000 Арбітр: Андрій Яковлев |